# Iglesia de Nuestra Señora del Carmen (Cojedes)
La iglesia parroquial de Nuestra Señora del Carmen en San Carlos (Cojedes), Venezuela es un pequeño templo ubicado en la urbanización Monseñor Padilla de la capital cojedeña.
Creada a mediados del 2001 por orden de la Diócesis de San Carlos, la cual para ese entonces estaba bajo las riendas del ya fallecido Monseñor Antonio Arellano Durán.